# 下曲乡
下曲乡，是中华人民共和国西藏自治区那曲市聂荣县下辖的一个乡镇级行政单位。

## 行政区划
下曲乡下辖以下地区：
日入格觉村、娘玛村、桑玉村、康荣村、白嘎村、江勒村、巴果村、噶玛娘村、其布村、那空村、曲布日村、恰青雄村、多赤雄村、尼玛隆村和措崩村。